# McLaren MP4-25
O MP4-25 foi o modelo da McLaren para a temporada 2010 de Fórmula 1. Condutores: Jenson Button e Lewis Hamilton.
O carro foi apresentado em 29 de janeiro, em Newbury, sede da principal patrocinadora do time, a Vodafone.
Após os testes coletivos de pré-temporada na Espanha, as equipes Ferrari e Red Bull chegaram a questionar a legalidade da asa traseira utilizada no modelo da McLaren. O problema seria na cobertura do motor, que influenciaria em uma melhor performance nas retas. No entanto, em 11 de março a FIA aprovou o modelo, encerrando a polêmica.
Após o Grande Prêmio do Barém, o difusor utilizado no modelo também foi questionado. Segundo Charlie Whiting, delegado técnico da FIA, o MP4-25 estaria utilizando os buracos da ignição dos motores para aumentar o ganho aerodinâmico do difusor. A pedido da FIA, o difusor teve de ser redesenhado dentro de uma norma recem estabelecida pela entidade. A mudança entrou em vigor a partir do Grande Prêmio da Austrália.
Outra novidade apresentada pelo modelo da McLaren, é o sistema de dutos de ar que, quando acionado pelo piloto, permite que o fluxo de ar entre no carro um pouco à frente do cockpit e saia nas asas traseiras, diminuindo a pressão aerodinâmica, permitindo que o o carro ganhe maior velocidade nas retas. O sistema inclusive chegou a ser copiado por algumas equipes durante a temporada.

## Resultados[9]
(legenda) (em negrito indica pole position e itálico volta mais rápida)
| Ano  | Chassi | Motor               | Pneus | N° | Pilotos        | 1   | 2   | 3   | 4   | 5   | 6   | 7   | 8   | 9   | 10  | 11  | 12  | 13  | 14  | 15  | 16  | 17  | 18  | 19  | Pontos | Posição |  |
| ---- | ------ | ------------------- | ----- | -- | -------------- | --- | --- | --- | --- | --- | --- | --- | --- | --- | --- | --- | --- | --- | --- | --- | --- | --- | --- | --- | ------ | ------- |  |
|      |        |                     |       |    |                |     |     |     |     |     |     |     |     |     |     |     |     |     |     |     |     |     |     |     |        |         |  |
|      |        |                     |       |    |                | BAR | AUS | MAL | CHN | ESP | MON | TUR | CAN | EUR | GBR | ALE | HUN | BEL | ITA | SIN | JAP | COR | BRA | ABU |        |         |  |
| 2010 | MP4-25 | Mercedes FO 108X V8 | B     | 1  | Jenson Button  | 7   | 1   | 8   | 1   | 5   | Ret | 2   | 2   | 3   | 4   | 5   | 8   | Ret | 2   | 4   | 4   | 12  | 5   | 3   | 454    | 2º      |  |
| 2010 | MP4-25 | Mercedes FO 108X V8 | B     | 2  | Lewis Hamilton | 3   | 6   | 6   | 2   | 14† | 5   | 1   | 1   | 2   | 2   | 4   | Ret | 1   | Ret | Ret | 5   | 2   | 4   | 2'  | 454    | 2º      |  |

† Completou mais de 90% da distância da corrida.